# Hamengkubuwono IX
Hamengku Buwono IX (12 avril 1912, Yogyakarta - 2 octobre 1988, Washington) est un homme d'État indonésien, neuvième sultan de Yogyakarta. À ce titre, il a été le premier gouverneur du territoire spécial de Yogyakarta en vertu de la « Charte du maintien » (Piagam Penetapan) par laquelle la république d'Indonésie maintient le sultan de Yogyakarta, ainsi que le prince de Paku Alam, comme souverains de leur principauté respective.
Le souverain a également été le deuxième vice-président de la république d'Indonésie sous la dictature de Soeharto.

## Biographie
Né à Yogyakarta (alors sous domination hollandaise) en 1912, il passe son enfance dans une famille hollandaise et suit des études à l'université de Leyde. Il succède à son père en 1940.
Face aux troupes japonaises qui envahissent son territoire en 1942, il choisit de rester pour protéger son peuple de la déportation, en proposant notamment de développer l'irrigation pour augmenter la contribution des rizières à l'effort de guerre japonais. À la déclaration d'indépendance de l'Indonésie en 1945, il rallie la république indonésienne et accueille le gouvernement indonésien sur ses terres durant la révolution indonésienne, conflit contre l'ancienne puissance coloniale.
Soeharto le nomme vice-président de la république d'Indonésie en 1973, mais il démissionne en 1978 sans avoir pu rencontrer le président.